# Cunhataí
Cunhataí é um município brasileiro do Estado de Santa Catarina. Localiza-se a uma latitude 26º58'10" sul e a uma longitude 53º05'36" oeste, estando a uma altitude de 400 metros. Sua população estimada em 2018 foi de 1.957 habitantes.

## Etnias
Cunhataí é um município de colonização germânica e é quase todo povoado por brasileiros de origem alemã.
| Cor/Raça | Percentagem |
| -------- | ----------- |
| Branca   | 97.0%       |
| Negra    | 1.0%        |
| Parda    | 2.5%        |
| Amarela  | 0.0%        |
| Indígena | 0.0%        |

Fonte: Censo 2010